# Szklarnia (województwo wielkopolskie)
Szklarnia (niem. Karlsdorf) – osada w Polsce, w województwie wielkopolskim, w powiecie szamotulskim, w gminie Wronki. Wchodzi w skład  sołectwa Popowo.
Do 2023 miejscowość była częścią wsi Popowo.
W latach 1975−1998 Szklarnia należała administracyjnie do województwa pilskiego.